# Конналли, Джон Боуден
Джон Бо́уден Ко́нналли-младший (англ. John Bowden Connally Jr.; 27 февраля 1917, Флоресвилл, Техас, США — 15 июня 1993, Хьюстон, округ Харрис, штат Техас, США) — американский политик-демократ, позднее республиканец. 55-й министр Военно-морских сил США (1961), 39-й губернатор штата Техас (1963-1969), 61-й министр финансов США (1971-1972).

## Биография

### Ранние годы
Джон Боуден Конналли-младший родился 27 февраля 1917 года в городе Флоресвилл округа Уилсон штата Техас в семье Джона Боудена Конналли-старшего и его супруги Лелы Конналли (урождённая Райт). Отец был молочником и фермером-арендатором. У Джона Коннали-младшего было 4 брата и 2 сестры. Семья Конналли жила бедно, но в 1932 году вопреки Великой депрессии Джон Конналли-старший приобрёл ферму в 1000 акров. Он зарабатывал достаточно, чтобы оплачивать обучение старшего своего сына.

### Образование и молодость
После школы Джон Конналли-младший окончил юридический факультет Техасского университета в Остине. В университете он возглавлял Студенческий Совет и входил в Монашеское общество. По окончании университета Конналли приняли в Коллегию адвокатов штата Техас.
В 1936 году Конналли познакомился с Линдоном Джонсоном и надолго стал его политическим союзником. Конналли помог Джонсону избраться в Палату представителей США, а Джонсон подыскал ему работу сперва в Техасе, а затем в Вашингтоне. Там Конналли работал с 1939 по 1941 год.

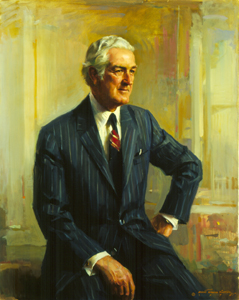
Официальный портрет Джона Конналли в годы работы министром финансов США

### Военная карьера
Во время Второй мировой войны Конналли служил в Военно-морском флоте США, некоторое время числился при Джеймсе Форрестоле и Дуайте Эйзенхауэре. В 1946 году он был демобилизован в ранге лейтенант-коммандера.

### Юридическая практика и политическая деятельность

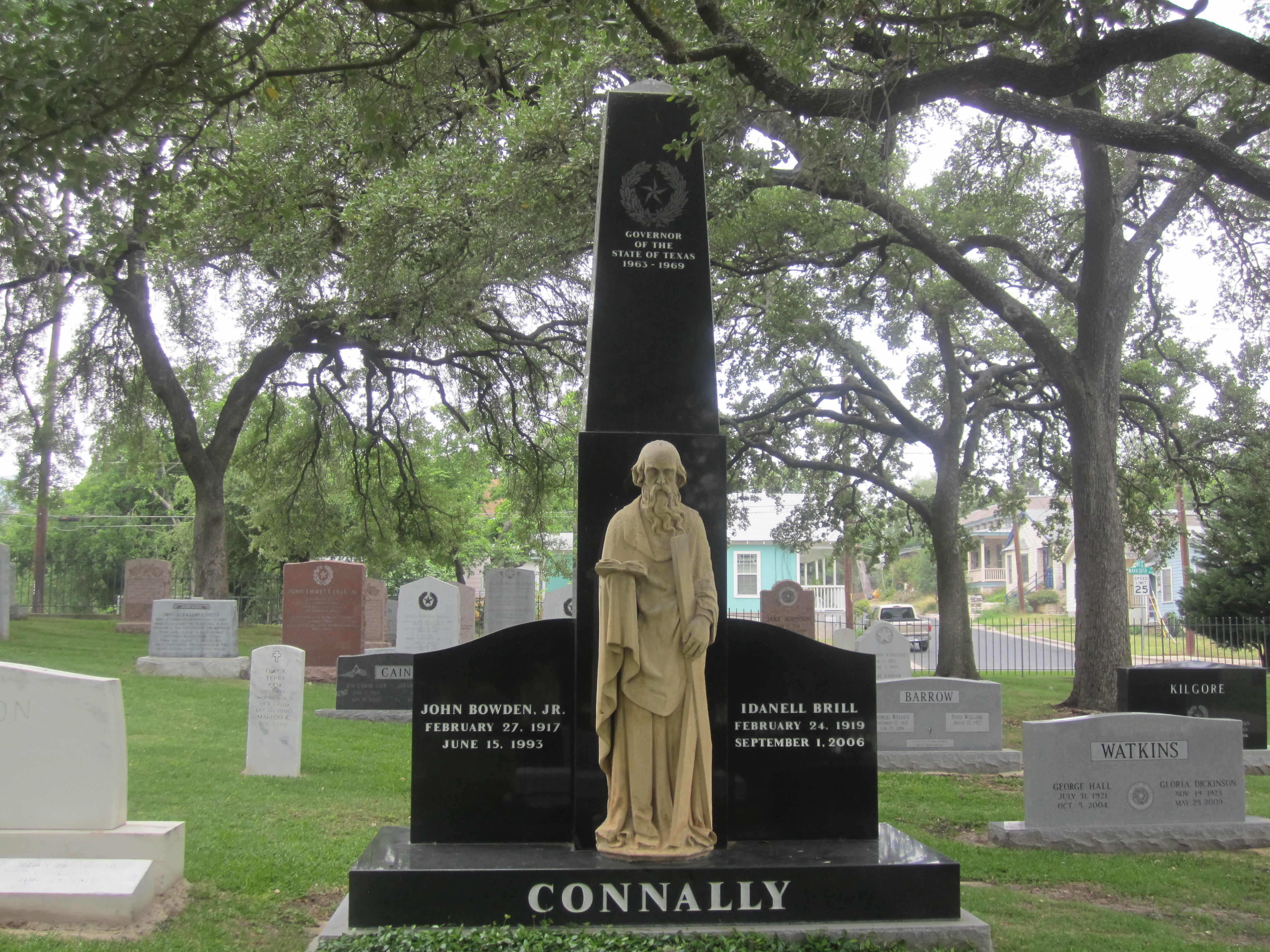
Могила Джона Конналли на Кладбище штата Техас в Остине

По возвращении со флота Джон Конналли занялся юридической практикой и начал тесно взаимодействовать с техасским нефтяным магнатом Сидом Ричардсоном и его партнёром Перри Бассом. Коннали получил немалый опыт в бизнесе и после смерти Ричардсона в 1959 году получил определённый процент его наследства.
В 1946 году Конналли примкнул к Демократической партии, а в 1948 году во многом руководил избирательной кампанией Джонсона в Сенат США. Джонсон в итоге стал сенатором от штата Техас.
В 1956 году Конналли был связан с попыткой добиться того, чтобы политик-демократ Роберт Андерсон из Техаса стал вице-президентом США при президенте Эйзенхауэре. Этого добиться удалось. Андерсон, однако, был министром финансов США при втором президентском сроке Эйзенхауэра.
В 1960 году Конналли активно поддерживал Джонсона, когда тот попытался стать официальным кандидатом в президенты от демократов. Им, однако, стал Джон Кеннеди. Впрочем, Кеннеди сделал Джонсона своим напарником, и на выборах 8 ноября 1960 года они были избраны президентом и вице-президентом США соответственно.

### В администрации Джона Кеннеди
Когда в январе 1961 года Джонсон стал вице-президентом США, Джон Конналли по его протекции стал министром Военно-морских сил США. Конналли занимал этот пост менее года, до декабря 1961 года, и покинул этот пост, чтобы иметь возможность баллотироваться в губернаторы штата Техас в 1962 году. За счёт активной избирательной кампании Конналли был переизбран губернатором Техаса на выборах в ноябре 1962 года, набрав 54% голосов избирателей.

### Губернаторство
В 1963–1969 годах — губернатор штата Техас. Официально вступил в должность 15 января 1963 года. Успешно переизбирался в 1964 и 1966 годах.
22 ноября 1963 года Джон Конналли находился в одном автомобиле с президентом Джоном Кеннеди и был ранен в спину в ходе покушения на Кеннеди той же пулей, что ранила в шею президента. Конналли, однако, выжил, полагая, что был спасён Богом.
Как губернатор, Конналли способствовал развитию в Техасе высшего образования, сделал его более доступным для женщин (женщин стали принимать в Техасский университет A&M).
Конналли обозначил себя сторонником расовой сегрегации и противился принятию Закона о гражданских правах 1964 года и Закона об избирательных правах 1965 года, всячески тормозил принятие этих законов в Техасе. Также Конналли негативно оценивал «Великое общество» и многие социальные программы президента Джонсона, конфликтовал с профсоюзами и мало заботился о трудном положении афро- и латиноамериканцев Техаса. Своими консервативными взглядами Конналли расположил к себе многих республиканцев Техаса. С такими взглядами Конналли был ближе к республиканцам, чем к демократам, но в Республиканскую партию он перешёл лишь в 1973 году, когда уже не был губернатором Техаса.
Был сторонником войны во Вьетнаме и усиления участия США в ней.
Способствовал созданию Института культур Техаса и проведению в Сан-Антонио всемирной выставки HemisFair'68.
В 1967 году заявил о неучастии в губернаторских выборах 1968 года, так как страдал язвой желудка.
По некоторым данным, Конналли рассматривался как возможный напарник Хьюберта Хамфри, кандидата в президенты от демократов на выборах 1968 года. Напарником Хамфри, однако, стал сенатор Эдмунд Маски из Мэна. Есть данные, что Конналли в 1968 году больше поддерживал кандидата в президенты от республиканцев Ричарда Никсона, чем однопартийца Хамфри.
21 января 1969 года Джон Конналли официально прекратил исполнение обязанностей губернатора штата Техас.

### В администрации Ричарда Никсона
В феврале 1971 года Джон Конналли был назначен министром финансов США. Его принадлежность к Демократической партии не помешала ему оказать протекцию республиканцу Джорджу Бушу-старшему, который в 1970 году не смог избраться в Сенат США от Техаса. В годы работы Конналли министром финансов США в США было прекращено действие золотого стандарта. На это время приходится тесное сближение Конналли с президентом Никсоном. Покинув пост министра финансов в июне 1972 года, Конналли активно поддержал Никсона, переизбиравшегося на второй президентский срок, возглавив движение "Демократы за Никсона". После переизбрания Никсона Конналли стал его главным советником по энергитической политики. В декабре 1972 года он по поручению Никсона посетил Саудовскую Аравию.

### Переход в Республиканскую партию и последующая жизнь
В мае 1973 года Джон Конналли перешёл в Республиканскую партию. В сентябре того же года Никсон подумывал о назначении Конналли государственным секретарём США вместо ушедшего в отставку Уильяма Роджерса, но государственным секретарём в итоге стал Генри Киссинджер. Когда в октябре 1973 года вице-президент Спиро Агню ушёл в отставку из-за коррупционного скандала, Конналли прочили в вице-президенты, но вице-президентом в итоге стал Джеральд Форд.
В июле 1974 года Конналли предстал перед судом по обвинению в незаконном присвоении 10 тысяч долларов, но в итоге был оправдан.
В январе 1979 года Конналли объявил, что он будет бороться за место претендента от Республиканской партии на пост президента на выборах 1980 года. Конналли, по некоторым данным, поддерживали в Саудовской Аравии. Несмотря на то, что Конналли удалось собрать довольно много средств для своей предвыборной кампании, претендентом от республиканцев стал Рональд Рейган, который и был избран президентом. В 1981 году Конналли попытался примкнуть к администрации президента Рейгана, но ему готовы были предложить лишь пост министра энергетики, от которого Конналли отказался и занялся юридической практикой в фирме Vinson & Elkins и купил квартиру за 1 миллион долларов в Вашингтоне. Некоторое время Конналли был членом Президентского Консультативного Совета по внешней разведке.
В 1986 году Конналли обанкротился, а в декабре 1990 года вместе с Оскаром Уайаттом встречался с президентом Ирака Саддамом Хуссейном. Саддама Хуссейна удалось уговорить освободить иностранцев, которые удерживались в Ираке в качестве заложников (Саддам Хуссейн называл их "гостями").
Джон Конналли скончался 15 июня 1993 года в Хьюстоне от лёгочного фиброза. Похоронен он был 17 июня 1993 года на кладбище штата Техас около Остина. На похоронах присутствовал, в частности, экс-президент Никсон.

## Семья
В 1940 году Джон Конналли женился на Нелли Брилл. У супругов было четверо детей: Кэтлин Конналли, Джон Боуден Конналли III, Шерон Конналли и Марк Мэдисон Конналли. Кэтлин Конналли погибла в  апреле 1959 года в результате стрельбы. Незадолго до этого она вышла замуж за Роберта Хейла и приняла его фамилию.

## Память
- Имя Джона Конналли носят 2 средние школы в Техасе.
- В Техасском университете A&M и Техасском государственном техническом колледже есть здания, носящие имя Джона Конналли.
- Имя Джона Конналли носит участок межштатной автомагистрали 410 в Сан-Антонио.
- Имя Джона Конналли носит отделение Департамента уголовного правосудия Техас в округе Карнес.
- Имя Джона Конналли носит мемориальный медицинский центр во Флоресвилле.
- В центре Хьюстона в память о Джоне Конналли установлена статуя.